# Karomama A
Karomama A (Krmm) va ser una reina d'Egipte de la XXII Dinastia. Era l'esposa del faraó Xoixenq I.
Com assenyalen els egiptòles britànics Aidan Mark Dodson i Dyan Hilton, aquesta Karomama només la coneixem gràcies per l'estela del Pasenhor. En ella la reina porta el títol de "Mare del Rei" (mwt-nswt) i diu que va ser l'esposa de Xoixenq I i la mare d'Osorkon I, que va succeir al seu pare. De vegades és donada com la mare del Summe Sacerdot d'Amon Iuput i Taixepenbastet.
El nom de la reina Karomama A també està gravat en un maó (restes d'una estructura construïda per Osorkon I) a Saft el-Hinna.